# 富陽戰鬥
富陽戰鬥發生於民國十六年（1927）1月3日－9日，地點則是在中國杭州市西南一帶，主戰場在富陽市，是國民革命軍北伐戰爭東線（由廣東、福建北進浙江）的戰役之一。富陽戰鬥的交戰雙方，一方為由原浙江省軍改組的國民革命軍，另一方為北洋政府孫傳芳所轄軍隊。此役二十六軍遭到孫傳芳部隊給擊敗南撤，此為浙江軍系部隊在歸附國民政府進行北伐戰爭中首場敗戰。

## 參看
- 中華民國北洋政府時期內戰戰鬥列表